# Самуел Куфур
Самуел Осей Куфур (на английски: Samuel Osei Kuffour) е ганайски футболист, защитник. Играе за Рома. Роден е на 3 септември 1976 г. Играе в Торино, Байерн от 1994 до 2005. От 2008 г. играе като преотстъпен за АФК Аякс. Шампион през 1997, 1999, 2000, 2001, 2003 и 2005 г., носител на купата през 1998, 2000, 2003 и 2005 г. Победител в Шампионската лига и Междуконтиненталната купа през 2001 г.(автор на единствения гол на финала в Токио). Финалист в Шампионската лига през 1999 г. Играе в националния отбор на Гана.